# 加藤高明
加藤高明（かとう たかあき，1860年1月25日—1926年1月28日），舊姓服部，幼名總吉，日本東海道尾張國海東郡佐屋村（今愛知縣愛西市佐屋町）人，外務大臣、內閣總理大臣。

## 生平
尾張（現改為愛知縣）藩士服部重文之次男，幼名総吉。爱知一中、東京帝國大學法學部第一屆畢業。後來加入三菱總公司。1886年與該公司會長岩崎彌太郎之長女結婚。1888年進入政界，後為伊藤博文所借重。大隈重信擔任外相時，加藤對當時的條約修改，貢獻良多。1894年出任駐英公使，主張英日同盟。自1900年，歷任伊藤第四次內閣、西園寺第一次內閣，以及桂太郎第三次內閣的外相。
1913年，參加桂太郎之立憲同志會，桂逝世後，加藤繼任該會總裁。1916年，將立憲同志會改組為憲政會。當1914年擔任大隈內閣的外相時，主張對內增強軍備，對外參加第一次世界大戰，並對中國提出二十一條。由於引起國內的不滿，1916年自行下野。
1924年，與政友會革新俱樂部聯合反對清浦內閣，發起第二次護憲運動，成功後，出任護憲三派聯合內閣之首相，任命幣原喜重郎為外相。任內制定普通選擧法，改革貴族院，進行日蘇交涉，同時制定治安維治法。至1925年，單獨組成憲政會內閣，仍任命幣原為外相，以發揮所謂幣原外交，主張支持中國關稅自主，採取對英美協調，堅持對華不干涉，僅維持日本之合法利益。加藤本人雖畢生提倡憲政，惟仍為一般人公認為三菱財閥之積極支持者。1926年於職中逝世。